# Víctor Urbán
Víctor Manuel Urbán Velasco (Tultepec, Estado de México, 10 de enero de 1934-Mérida, Yucatán, 18 de mayo de 2024) fue un compositor, organista y catedrático mexicano.

## Biografía

### Formación académica
Inició sus estudios musicales con su padre el compositor V. Manuel Urbán, después en la Escuela de Música Sacra de Tultepec con el maestro Próspero Cebada.
Continuó, hasta graduarse de Organista Concertista en el Conservatorio Nacional de Música con el maestro Jesús Estrada, teniendo como maestros de otras materias a grandes músicos como: José Pablo Moncayo, Blas Galindo, Rodolfo Halffter, Juan D. Tercero, etc.
Realizó estudios de posgrado en Roma, Italia y en Stuttgart, Alemania, con Ferrucio Vignanelli, Fernando Germani y Helmuth Rilling, teniendo además a eminentes maestros como Domenico Bartolucci, Higinio Anglés, Raffaele Baratta, etc. Ha asistido, como oyente, a cursos impartidos por grandes de música mundial como: Andrés Segovia, Pablo Casals, Sergiu Celibidache, etc.

### Trayectoria
Ha dado conciertos en toda la República Mexicana, en Estados Unidos, Colombia, Perú, Ecuador, Chile, Argentina, El Salvador, Italia, Suiza, Alemania, Austria, Francia, Bélgica, España, Holanda, Inglaterra, Rusia, China, Japón, La India, Nepal, Tailandia, etc. Ha dado 250 conciertos en otras tantas poblaciones del Estado de México.
Ha sido honrado con más de un centenar de diplomas, medallas, placas y reconocimientos de México y el extranjero. Por ejemplo recibió la Presea Estado de México, la Lira de oro del Sindicato Único de Trabajadores de la Música, el Diploma de la Unión de Cronistas de Teatro y Música, una medalla de manos de S.S. el Papa Pablo VI, trofeo con un trozo de  loza de la tumba original del gran pintor italiano Fra Angélico en la Iglesia de Santa María sopra Minerva de Roma etc.
Ha impartido cursos internacionales en Roma, Italia, Buenos Aires, Argentina, Conservatorio de Sassari en la isla de Cerdeña, Vallo de la Lucania, Italia, San Salvador, etc.
Ha sido jurado en muchos concursos internacionales de órgano y piano como en Roma, Cercola de Nápoles, Isla de Capri, etc.
Ha grabado varios discos solo y como solista de Orquestas Sinfónicas y de Cámara, además de grabaciones para televisión y radio de México y el extranjero. Radio Vaticana transmite música de Navidad grabada por Víctor Urban. Ha tocado como solista con casi todas las orquestas sinfónicas y de cámara de México y algunas del extranjero como la Orquesta del Conservatorio Santa Cecilia de Roma, Italia y la Orquesta Sinfónica del Mozarteum de Salzburgo, Austria.
Ha tocado para el Papa Juan Pablo II y conciertos con público que va desde presidentes de la república hasta personas de pequeños pueblos y comunidades de México y el extranjero.
Fue director del Conservatorio Nacional de Música de 1974 a 1977 y de la Escuela de Bellas Artes del Estado de México. Ha sido maestro de órgano en el Conservatorio Nacional de Música, en la Escuela Nacional de Música de la UNAM, y en la Escuela Superior de Música del Instituto Nacional de Bellas Artes.
Fue organista titular en el órgano monumental del Auditorio Nacional, concertista del Instituto Mexiquense de Cultura, maestro de órgano en la Escuela Superior Diocesana de Música Sacra de Toluca, organista titular en la Iglesia de San Ignacio de Loyola en la colonia Polanco D.F. y dio conciertos e impartió cursos a nivel nacional e internacional.

### Muerte
Víctor Urban falleció el 18 de mayo de 2024. Fue velado en la Funeraria Poveda y anoche se ofició una misa de cuerpo presente en la iglesia de Nuestra Señora del Carmen (Mejorada), que ofició el padre Bartolomé Tuz Mut. Posteriormente se le trasladó a Santa María Tultepec, Estado de México, donde también será velado.